# Crescimento econômico
A forma mais clássica e tradicional de se medir o  crescimento econômico de um país é medir o crescimento de seu Produto Interno Bruto - PIB. Quando se pretende fazer comparações internacionais o método mais eficaz é o método da Paridade do poder de compra. Outros métodos que utilizam a taxa de câmbio geralmente sofrem enviesamentos devido à especulação no mercado cambial ou políticas cambiais. E além disso, a taxa de câmbio não tem em conta os produtos não transacionaveis internacionalmente, como os serviços (barbeiro, alimentação, hotéis, saúde, etc.).
Convém distinguir crescimento económico de desenvolvimento económico: enquanto o primeiro se refere ao PIB, o desenvolvimento económico é um conceito que envolve outros aspectos relacionados com o bem-estar duma nação, como os níveis de educação, saúde, entre outros indicadores de bem-estar.

## Teorias do crescimento econômico
Existem várias teorias de crescimento económico: a corrente clássica (Adam Smith, David Ricardo, Thomas Malthus), a corrente Keynesiana (Damodar-Harrod, Kaldor), a corrente neo-clássica (Solow), crescimento endógeno (Lucas e Romer), entre outras mais recentes.

### Corrente clássica
A corrente clássica, do século XVIII e XIX defendia um limite máximo ao crescimento, imposto pelos limites da terra arável. Thomas Malthus defendia que o crescimento das nações se assemelhava às tribos: cresciam em população até um ponto onde se tornava insustentável (por não haver comida, espaço, roupa para todos), onde a guerra, doença ou emigração diminuíam a população, começando novamente o aumento da população. David Ricardo defendia que a terra arável apresentava rendimentos marginais decrescentes, devido ao desgaste dos nutrientes, e esse fator limitava o crescimento das nações até um ponto de "steady state" (estado estacionário).

### Corrente keynesiana
A corrente keynesiana, ilustrada pelo modelo de crescimento de Damodar-Harrod, baseia-se na ideia que há uma relação direta entre o nível de investimentos (em capital físico, ou formação bruta de capital fixo), poupança de um país e o ritmo de crescimento de seu PIB. Este modelo assume que os principais decisores da taxa de crescimento dos países são os investidores. Aqui os investidores decidem o seu nível de investimento conforme as suas expectativas (animal spirits de Keynes) e essas expectativas vão ditar os níveis de investimento do longo prazo. Não há equilíbrio neste modelo.

### Corrente neoclássica
O Modelo de Solow cria uma relação entre o PIB per capita, também denominado como Produto, ou Y nas fórmulas, e o capital físico. Existem duas versões principais deste modelo: sem progresso técnico e com progresso técnico. Nesta corrente o crescimento é explicado por uma variável exógena (o resíduo de Solow), e assume sempre que há um limite máximo ao crescimento, denominado de "steady-state", onde o crescimento real do PIB é igual ao crescimento da população (o que implica que o PIB per capita se mantenha constante). No entanto, no modelo de Solow com progresso técnico quando o PIB está no ponto de "steady state" está a crescer à taxa de crescimento da população somada da taxa de progresso técnico. Já o PIB per capita cresce à taxa de progresso técnico.

### Crescimento endógeno
Rebelo, um economista português, criou o primeiro modelo de crescimento endógeno, isto é, um modelo onde o crescimento é explicado pelo próprio modelo, ao contrário do modelo neoclássico, onde o crescimento é um dado exógeno. Este salto é dado com uma alteração de perspectiva sobre o capital. Com o modelo AK, Rebelo assume que o capital da função produção do país é a soma do Capital físico com o capital humano, havendo assim rendimentos constantes à escala, e por consequência, crescimento económico.
Esta perspectiva despoletou a criação de outros modelos, onde se assume que o conhecimento é o motor do crescimento endógeno, como o são os modelos de Romer e de Lucas. Estes modelos foram formulados nos anos 80 e 90. Nestes modelos abre-se espaço à intervenção estatal, pois o óptimo social é superior ao óptimo privado.
Um dos modelos de poupança endógena é o modelo de Ramsey-Cass-Koopmans.

### Path Dependecy, instituições e outras teorias
Vários economistas seguiram uma via alternativa para explicar o crescimento económico, assumindo que o papel das instituições e o passado (path dependence ou dependência da trajetória) são fundamentais para entender o crescimento e o desenvolvimento. Douglas North, Nobel da Economia, produziu vários artigos que relacionavam crescimento e mudança institucional, enquanto que Daron Acemoglu, professor do MIT, criou recentemente modelos microeconómicos que relacionam o papel das instituições e a distribuição do poder na sociedade com o crescimento económico. No entanto, esses modelos não são universalmente aceitos.
O conceito de dependência da trajetória surge no âmbito da teoria econômica histórica. Posteriormente, é incorporado ao debate da Ciência Política e então sofre mudanças. Ao se tentar desvendar como, de fato, a história importa, divergências consideráveis surgiram "na definição de mecanismos explicativos, na importância concedida ao tema da contingência e na própria especificação dos tipos de sequências de eventos que poderiam ser consideradas como 'dependentes da trajetória'."

## Taxa de investimento
Quando existe capacidade ociosa no país, pode-se obter - mediante medidas governamentais de estímulo - um crescimento baseado na melhor utilização da capacidade produtiva existente (ou seja, na plena utilização de capacidade ociosa). Mas esse crescimento de curto prazo, apelidado de "vôo de galinha", não se sustenta caso não seja acompanhado de novos investimentos na produção.
Um dos países que mais tem crescido, de forma sustentada, nas últimas décadas e é sempre olhado com inveja pelos demais, é a China, que, entre 1991 e 2003, manteve uma taxa média de crescimento do PIB de 11,45% ao ano. No mesmo período o mundo cresceu, em média, 4,41% a.a., e o Brasil apenas 1,98% a.a.
Uma rápida análise dos dados macroeconômicos na China explica o porquê desse forte e contínuo crescimento. A formação bruta de capital fixo na China foi superior a 28% do PIB, em média, nos anos 1980, e desde então tem aumentado ainda mais: em 2000, foi de 36,5% e, em 2001, 37,8%. Em 2002 e 2003, atingiu patamares superiores a 40%.
Já no Brasil, no período 2000-2003, as taxas de investimento anuais foram menores que a metade das taxas chinesas no mesmo período. Entre 2000 e 2011, as taxas foram as seguintes:
- 2000 - 16,8%
- 2001 - 17,0%
- 2002 - 16,4%
- 2003 - 15,3%
- 2004 - 16,1%
- 2005 - 15,9%
- 2006 - 16,4%
- 2007 - 17,4%
- 2008 - 19,1%
- 2009 - 18,0%
- 2010 - 19,5%
- 2011 - 19,3%
- 2012 - 18,1%

O comportamento da taxa de poupança da China revela comportamento similar ao da FBCF no período de 1980 a 2003, saindo de uma média de 35% nos anos 1980 para um patamar acima dos 40% na década de 90 e início do novo século. No Brasil, a taxa de poupança é também menos que a metade da registrada na China.
Portanto, para aumentar o ritmo de crescimento do PIB brasileiro - que já foi dos maiores do mundo até 1980 - é preciso aumentar a taxa de investimento da economia do país.

## Crescimentoversusdesenvolvimento
O crescimento econômico, quando medido apenas pelo PIB, pode ser muito desigual de um país para outro.
Isso porque taxas de crescimento iguais de PIB escondem grandes variações na melhoria do bem estar das pessoas e do seu IDH (que é um método padronizado de avaliação e medida do bem-estar de uma população). Para citar um exemplo, Sri Lanka, Trindad e Uruguai, que tiveram o mesmo declínio na taxa de mortalidade infantil, tiveram crescimentos - medidos pelo PIB - completamente diferentes.
Certos tipos de crescimento, que poderíamos chamar de predatórios, podem levar à degradação ambiental e dos recursos naturais de alguns países, como a Indonésia, a Nigéria e a Rússia e a China, o que por sua vez pode afetar as perspectivas de crescimento futuro.
O crescimento é um dos fatores fundamentais na redução da pobreza e na melhora do IDH, mas seu impacto sobre a pobreza pode variar enormemente. O caso do milagre brasileiro, durante a ditadura militar, é sempre citado como uma década em que o país obteve índices recordes de crescimento de seu PIB, sem que isso tivesse contribuído significativamente para diminuir sua desigualdade econômica.
Perguntado sobre o porquê de existirem tantas diferenças no crescimento entre países, disse Vinod Thomas, o novo Diretor do Banco Mundial para o Brasil (2005):
A razão fundamental é a desigualdade de renda, que reduz o impacto de qualquer crescimento sobre a pobreza. As ações que diminuem a desigualdade não só aumentam o crescimento, como melhoram o seu impacto sobre a pobreza. Um maior acesso à educação e um ensino de melhor qualidade são fatores determinantes na qualidade do crescimento de um país...
Outro importante fator que afeta a distribuição da renda são as transferências públicas de recursos – através de programas como a previdência social e outros. Políticas que aumentem o efeito equalizador dessas transferências -- tais como mudanças na alocação de recursos visando transferências direcionadas aos mais necessitados -- contribuem para reduzir gradualmente a desigualdade da renda. 

## No Brasil
É função do Governo Federal fomentar o crescimento econômico como forma de melhoria da qualidade de vida da população como um todo. Por isso, todos os Governos realizam medidas para que a Economia cresça. De certa forma, é fato que quando o Governo pouco intervém no mercado de seu país, mais próspero ele será.
Nos anos 50, Juscelino Kubitschek foi um presidente famoso pelo incentivo à indústria automobilística, à abertura de estradas e pela criação de Brasília, o que gerou crescimento econômico no país.
Posteriormente, nos anos 1970, os governos militares ficaram famosos por incentivar o desenvolvimento do país, com diversos investimentos em infra-estrutura (abertura e asfaltamento de milhares de quilômetros de estradas, construção de usinas de energia como Itaipu e outras, a Ponte Rio-Niterói, aeroportos, portos, criação do Pro-Álcool e da Telebrás, etc.).
Na atualidade, o Governo FHC investiu na duplicação de 1300 km de rodovias entre Belo Horizonte e Florianópolis, e dos trechos BR-232 (140 km entre Recife e Caruaru) e BR-230 (132 km entre João Pessoa e Campina Grande), incrementando a economia nordestina. FHC também asfaltou rodovias de terra da Região Norte, para melhorar a economia e a integração nacional: com a Venezuela, ao asfaltar a rodovia BR-174 (988 km ligando Manaus-Boa Vista-fronteira com Venezuela), e com o Peru e Bolívia, ao asfaltar a rodovia BR-317 (331 km ligando Rio Branco à Assis Brasil, na fronteira tríplice).
Em 2007, no governo do PT, foi lançado o Programa de Aceleração de Crescimento - PAC que é um conjunto de medidas de políticas econômicas que visam acelerar o crescimento econômico no Brasil. Este programa previa investimentos de R$ 503 bilhões até 2010, com prioridade para a infra-estrutura, como portos e rodovias.

## Políticas de promoção do crescimento
Para aumentar o crescimento de uma economia, o governo deverá adaptar as seguintes medidas:
1. Investimento em infraestruturas públicas;
2. Investimento em capital humano;
3. Promoção da educação, quer a nível do ensino tradicional, quer através da promoção de programas específicos de formação profissional;
4. Criar condições, para reter o capital humano existente, evitando a fuga de quadros qualificados, para outros países;
5. Promoção de actividades geradoras de externalidades positivas, como o desenvolvimento de produtos, desenvolvimento de novas tecnologias e promover a investigação aplicada;
6. Promoção da eficiência dos mercados: políticas de promoção de concorrência; fornecimento de bens públicos ; eliminar externalidades negativas e eliminação dos efeitos negativos, provocados pela intervenção do estado;
7. Promover a poupança nacional, através de um défice orçamental público, os aumentos nos níveis de poupança são necessários para financiamento, de todos os investimentos acima referidos.[15]

## Desigualdades sociais
Augusto de Franco afirma que é comum o argumento de que para haver crescimento econômico deve-se ter, num primeiro momento, uma concentração de riquezas na mão de uma minoria socialmente privilegiada. As pessoas que normalmente afirmam isso acreditam que em um segundo momento o "bolo" seria então divido, o que viria finalmente a beneficiar todos os integrantes daquela população.
Franco explica que este pensamento, comum nos meios empresariais, é embasado pela crença de que, supostamente, alguns poucos devem prosperar para então oferecer emprego aos demais integrantes da sociedade. "A natureza, a educação ou o acaso" seriam o que permite a alguns poucos "a missão de gerar riquezas", enquanto aos demais a função secundária de subordinar-se a estes, os provedores de emprego.
Justamente esta concepção, conclui Franco, é o que faz com que o status quo não se altere. Criando a ilusão de uma elite provedora e de uma coletividade incapaz de empreender e gerar riqueza.
Segundo liberais como Milton Friedman, a desigualdade econômica é principalmente resultado de pouca liberdade econômica. Defende que a desigualdade em si não é o problema, e sim a existência da miséria. É preferível um país com maior desigualdade entre as classes sociais mas com baixíssima miséria, do que um país menos desigual com alto índice de miseráveis. A desigualdade econômica é um fato natural do mercado e das diferenças entre as pessoas e o curso de suas vidas. A igualdade absoluta é uma utopia, pois se as pessoas são iguais perante a lei e quanto à ética, é irrefutável dizer que são diferentes quanto a capacidade de produção de riquezas e de tomadas de decisões que visam o melhoramento de suas próprias vidas. Sendo assim, uma isonomia da igualdade econômica é algo impraticável e até mesmo indesejável, pois uma grande massa populacional com uma repartição de riquezas equivalente entre si, fomentaria a miséria "por baixo" e inviabilizaria a troca de valores entre essas pessoas, não conseguindo mais gerar riqueza.